# Mark Levin
Mark Levin (20 agosto 1966) è un regista e sceneggiatore statunitense.
I suoi maggiori successi come regista sono i film Innamorarsi a Manhattan e Alla ricerca dell'isola di Nim. È sposato con Jennifer Flackett, sceneggiatrice e regista ella stessa.
Con la moglie ha scritto i film  Madeline - Il diavoletto della scuola, Wimbledon e Viaggio al centro della Terra.
Durante gli anni novanta è stato sceneggiatore e produttore di serie televisive come Blue Jeans, Persone scomparse (prodotta da Stephen J. Cannell) e Progetto Eden - Earth 2, una serie della quale fu ideatore (insieme a Michael Duggan, Carol Flint e Billy Ray) e sceneggiatore (4 episodi).
Levin è cresciuto a Detroit e ora vive con la moglie e i figli a New York e Los Angeles.

## Filmografia

### Produttore
- Going to Extremes (Serie TV) (1992)
- Blue Jeans (Serie TV) (1988-1993)
- Progetto Eden - Earth 2 (Serie TV) (1994-1995)
- The Adam Project, regia di Shawn Levy (2022)

### Regista
- Innamorarsi a Manhattan (2005)
- Alla ricerca dell'isola di Nim (2008)

### Sceneggiatore
- Blue Jeans (Serie TV) (1988-1993)
- Persone scomparse (Serie TV) (1993-1994)
- Progetto Eden - Earth 2 (Serie TV) (1994-1995)
- Madeline - Il diavoletto della scuola (1998)
- Wimbledon (2004)
- Alla ricerca dell'isola di Nim (2008)
- Viaggio al centro della Terra (2008)
- The Adam Project, regia di Shawn Levy (2022)